# Canadá en los Juegos Olímpicos de Los Ángeles 1984
Canadá estuvo representado en los Juegos Olímpicos de Los Ángeles 1984 por un total de 408 deportistas que compitieron en 23 deportes.  
El portador de la bandera en la ceremonia de apertura fue el nadador Alex Baumann.

## Medallistas
El equipo olímpico canadiense obtuvo las siguientes medallas:
| Nombre | Deporte               | Competición                |
| --- | --------------------- | -------------------------- |
| Oro |                       |                            |
| Lori Fung | Gimnasia rítmica      | Concurso completo ind. F   |
| Alex Baumann | Natación              | 200 m estilos M            |
| Alex Baumann | Natación              | 400 m estilos M            |
| Victor Davis | Natación              | 200 m braza M              |
| Anne Ottenbrite | Natación              | 200 m braza F              |
| Lawrence Cain | Piragüismo            | C1 500 m M                 |
| Alwyn Morris Hugh Fisher                                                                                            | Piragüismo            | K2 1000 m M                |
| Patrick Turner Kevin Neufeld Mark Evans Grant Main Paul Steele Michael Evans Dean Crawford Blair Horn Brian McMahon | Remo                  | Ocho con timonel (M8+) M   |
| Sylvie Bernier | Saltos                | Trampolín 3 m F            |
| Linda Thom | Tiro                  | Pistola 25 m F             |
| Plata |                       |                            |
| Angela Bailey Marita Payne Angella Taylor-Issajenko France Gareau                                                   | Atletismo             | 4 × 100 m F                |
| Charmaine Crooks Jillian Richardson Molly Killingbeck Marita Payne                                                  | Atletismo             | 4 × 400 m F                |
| Shawn O'Sullivan | Boxeo                 | Superwélter (71 kg) M      |
| William de Wit | Boxeo                 | Pesado (91 kg) M           |
| Curt Harnett | Ciclismo en pista     | 1000 m contrarreloj M      |
| Steve Bauer | Ciclismo en ruta      | Ruta ind. M                |
| Jacques Demers | Halterofilia          | 75 kg M                    |
| Robert Molle | Lucha libre           | +100 kg M                  |
| Anne Ottenbrite | Natación              | 100 m braza F              |
| Victor Davis | Natación              | 100 m braza M              |
| Mike West Victor Davis Tom Ponting Sandy Goss                                                                       | Natación              | 4 × 100 m estilos M        |
| Carolyn Waldo | Natación sincronizada | Solo F                     |
| Sharon Hambrook Kelly Kryczka                                                                                       | Natación sincronizada | Dúo F                      |
| Lawrence Cain | Piragüismo            | C1 1000 m M                |
| Alexandra Barré Susan Holloway                                                                                      | Piragüismo            | K2 500 m F                 |
| Elizabeth Craig Patricia Smith                                                                                      | Remo                  | Dos sin timonel (W2-) F    |
| Marilyn Brain Angela Schneider Barbara Armbrust Jane Tregunno Lesley Thompson                                       | Remo                  | Cuatro con timonel (W4+) F |
| Terry McLaughlin Evert Bastet                                                                                       | Vela                  | Flying Dutchman            |
| Bronce |                       |                            |
| Ben Johnson | Atletismo             | 100 m M                    |
| Lynn Williams | Atletismo             | 3000 m F                   |
| Ben Johnson Anthony Sharpe Desai Williams Sterling Hinds                                                            | Atletismo             | 4 × 100 m M                |
| Dale Walters | Boxeo                 | Gallo (54 kg) M            |
| Mark Berger | Judo                  | +95 kg M                   |
| Christopher Rinke                                                                                                   | Lucha libre           | 82 kg M                    |
| Mike West | Natación              | 100 m espalda M            |
| Cameron Henning | Natación              | 200 m espalda M            |
| Reema Abdo Anne Ottenbrite Michelle MacPherson Pamela Rai                                                           | Natación              | 4 × 100 m estilos F        |
| Alwyn Morris Hugh Fisher                                                                                            | Piragüismo            | K2 500 m M                 |
| Alexandra Barré Lucie Guay Susan Holloway Barbara Olmsted                                                           | Piragüismo            | K4 500 m F                 |
| Robert Mills | Remo                  | Scull ind. (M1x) M         |
| Douglas Hamilton Michael Hughes Philip Monckton Bruce Ford                                                          | Remo                  | Cuatro scull (M4x) M       |
| Silken Laumann Daniele Laumann                                                                                      | Remo                  | Doble scull (W2x) F        |
| Terence Neilson | Vela                  | Finn M                     |
| Hans Fogh John Kerr Stephen Calder                                                                                  | Vela                  | Soling M                   |